# Child Star (Glee)
"Child Star" er den niende episode af den sjette sæson af den amerikanske musikalske tv-serie Glee, og den 117. overordnede set. Episoden blev skrevet af Ned Martel, instrueret af Michael Hitchcock, og blev første gang sendt den 27. februar 2015 på Fox i USA.
Episoden handler om, at New Directions er hyret af en ung dreng til at performe til hans bar mitzvah fest, men han forårsager alle mulige problemer. I mellemtiden udvikler Mason McCarthy følelser for Jane Hayward, men løber ind ind i problemer med sin søster Madison McCarthy, og Roderick hjælper Spencer Porter til at begynde et nyt forhold.

## Eksterne links
- Child Star på Internet Movie Database (engelsk)
- Child Star hos TV.com (engelsk)